# Кадријано (Болоња)
Кадријано је насеље у Италији у округу Болоња, региону Емилија-Ромања.
Према процени из 2011. у насељу је живело 901 становника. Насеље се налази на надморској висини од 31 м.